# محمدآباد طباطبائی
محمدآباد طباطبائی، روستایی از توابع شهرستان سامان در استان چهارمحال و بختیاری ایران است.

## جمعیت
این روستا در دهستان سامان قرار دارد و براساس سرشماری مرکز آمار ایران در سال ۱۳۸۵، جمعیت آن ۹۸ نفر (۲۲خانوار) بوده‌است.